# Argelès-Gazost
Argelès-Gazost je francouzská obec v departementu Hautes-Pyrénées v regionu Midi-Pyrénées. V roce 2009 zde žilo 3 297 obyvatel. Je centrem arrondissementu Argelès-Gazost.